# Hemimycena pseudocrispula
Hemimycena pseudocrispula (Kühner) Singer – gatunek grzybów z rodziny grzybówkowatych (Mycenaceae).

## Systematyka i nazewnictwo
Pozycja w klasyfikacji według Index Fungorum: Atheniella, Mycenaceae, Agaricales, Agaricomycetidae, Agaricomycetes, Agaricomycotina, Basidiomycota, Fungi.
Po raz pierwszy opisał go w 1938 r. Robert Kühner, nadając mu nazwę Mycena pseudocrispula. Obecną nazwę nadał mu Rolf Singer w 1943 r. Pozostałe synonimy:
- Delicatula pseudocrispula (Kühner) Kühner & Romagn. 1953
- Helotium pseudocrispulum (Kühner) Redhead 1982
- Marasmiellus pseudocrispulus (Kühner) Singer 1951[2].

W checklist Władysława Wojewody w 2003 r. gatunek ten potraktowany jest jako synonim białogrzybówki skąpoblaszkowej (Hemimycena cyphelloides), jednak według Index Fungorum jest to odrębny gatunek.

## Morfologia
Owocnik
Kapelusz o średnicy 3–4 mm, wypukły do półkulistego, z niewielkim wklęśnięciem na środku, z karbowanym brzegiem, higrofaniczny, biały, owłosiony. Blaszki dobrze rozwinięte, rzadkie, nie dochodzące do brzegu kapelusza, nieco zbiegające, białe. Trzon o wysokości 10–30 mm i grubości 0,2–0,4 mm, nitkowaty, biały, nagi lub lekko owłosiony u podstawy (widoczne to jest dopiero przy powiększeniu).
Cechy mikroskopowe
Podstawki 25–30 × 7–8 μm, 4-zarodnikowe, maczugowate. Cystyd brak. Zarodniki 8–10,4 × 3–5,2 μm, o kształcie od jajowatego do wąsko wrzecionowatego, cienkościenne, szkliste. Skórka kapelusza składająca się z promieniście ułożonych, szklistych, cylindrycznych strzępek o szerokości 5,5–14 μm z licznymi, krótkimi cylindrycznymi naroślami o długości do 4 μm. Pileocystyd brak. Skórka trzonu zbudowana z równolegle ułożonych, szklistych, walcowatych strzępek o szerokości do 5 μm z rozproszonymi krótkimi, prostymi naroślami. Kaulocystydy 40–170 × 3–9 μm, liczne, w skupiskach lub pojedyncze, szydłokształtne, wąsko cylindryczne lub wąsko wrzecionowate, często z nieregularnymi naroślami u podstawy, szkliste, grubościenne. Strzępki ze sprzążkami.

## Występowanie i siedlisko
Podano stanowiska w Ameryce Północnej, Europie i Rosji. W Polsce W. Wojewoda w 2003 r. przytoczył 3 stanowiska dla Hemimycena cyphelloides (łącznie z Hemimycena pseudocrispula potraktowaną jako jej synonim).
Grzyb saprotroficzny. Występuje na resztkach roślinnych.